# 賦算
賦算（ふさん）とは、時宗において「南無阿弥陀仏、決定往生六十万人」と記した「念仏札」と呼ばれる札を配ること。

「六十万人」の意味に代表的な二つの説がある｡
１．時宗宗門の伝統的教えによると、一遍の偈（『一遍聖絵』第三）、「六字名号一遍法　十界依正一遍体　万行離念一遍証　人中上々妙好華」の四句の首字をとったものと解されている。
２．『一遍聖絵』第三では、「六」は「南無阿弥陀仏」の六字名号を、「十」は、阿弥陀如来が悟りを開いてからの十劫という長い時間を、「万」は、報身仏である阿弥陀如来の「万徳」（あらゆる徳）を、「人」は、一切衆生が往生して、安楽世界の人となることを意味するとする。
いずれにしても、極楽往生ができる人数を数的に60万人に限定することを意味していない。

『一遍聖絵』第二によると、一遍が四天王寺で仏戒を受けてから、念仏を勧めて賦算を始めた。『一遍聖絵』第三で、「一念の信をおこして南無阿弥陀仏ととなへて、このふだをうけ給ふべし」といって、一念の信を起こすことと、「南無阿弥陀仏」と称することを条件に札を配っていた。しかし既に一切衆生の往生は南無阿弥陀仏と定まっているので、受け取る人の、信・不信、浄・不浄を嫌わずに配るべきである、という夢における熊野権現の神勅に基づいて、その後は、無条件で配ったという。これと踊念仏によって時宗は鎌倉時代から室町時代にかけて大いに発展した。
現在でも、神奈川県藤沢市の清浄光寺で、毎日、朝勤行の後の他、1月12日の初賦算、4月の春季開山忌（呑海上人忌）、9月の秋季開山忌（一遍上人忌）の際、また11月27日に行われる別時念仏「一つ火」の法会の後等に、遊行上人によって賦算が行われている。

## 関連文献
- CiNii>賦算